# Panulia perdensata
Panulia perdensata är en fjärilsart som beskrevs av Walker 1862. Panulia perdensata ingår i släktet Panulia och familjen mätare. Inga underarter finns listade i Catalogue of Life.